# Oligoleptoneta
Genre
Oligoleptoneta est un genre fossile d'araignées aranéomorphes de la famille des Leptonetidae.

## Distribution
Les espèces de ce genre ont été découvertes dans de l'ambre de la mer Baltique. Elles datent du Paléogène.

## Liste des espèces
Selon The World Spider Catalog 14.5 :
- †Oligoleptoneta altoculus Wunderlich 2004
- †Oligoleptoneta cymbiospina Wunderlich, 2011

## Publication originale
- Wunderlich, 2004 : Fossil spiders (Araneae) of the superfamily Dysderoidea in Baltic and Dominican amber, with revised family diagnoses. Beiträge zur Araneologie, vol. 3, p. 633–746.